# Martell (gallet)

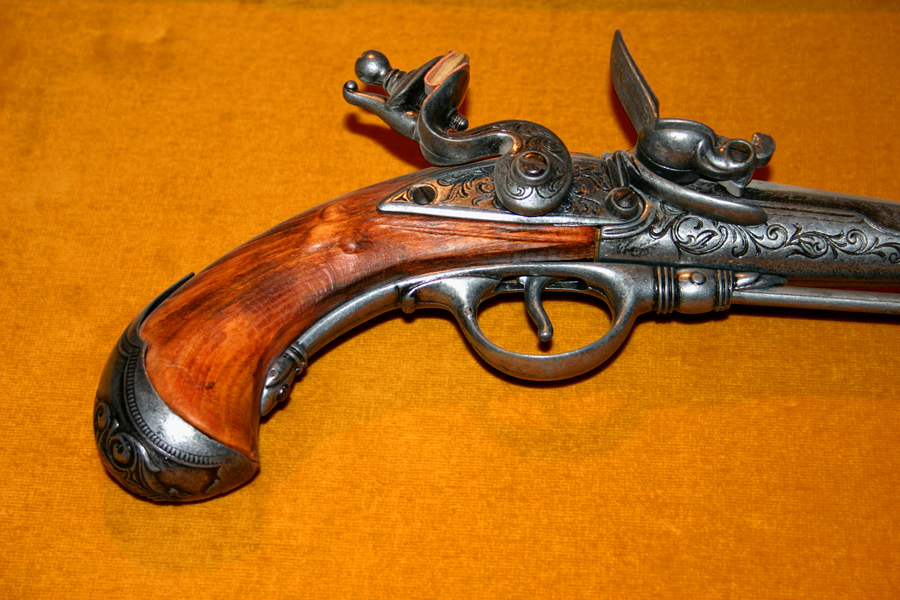
Pistola amb pany Flintlock

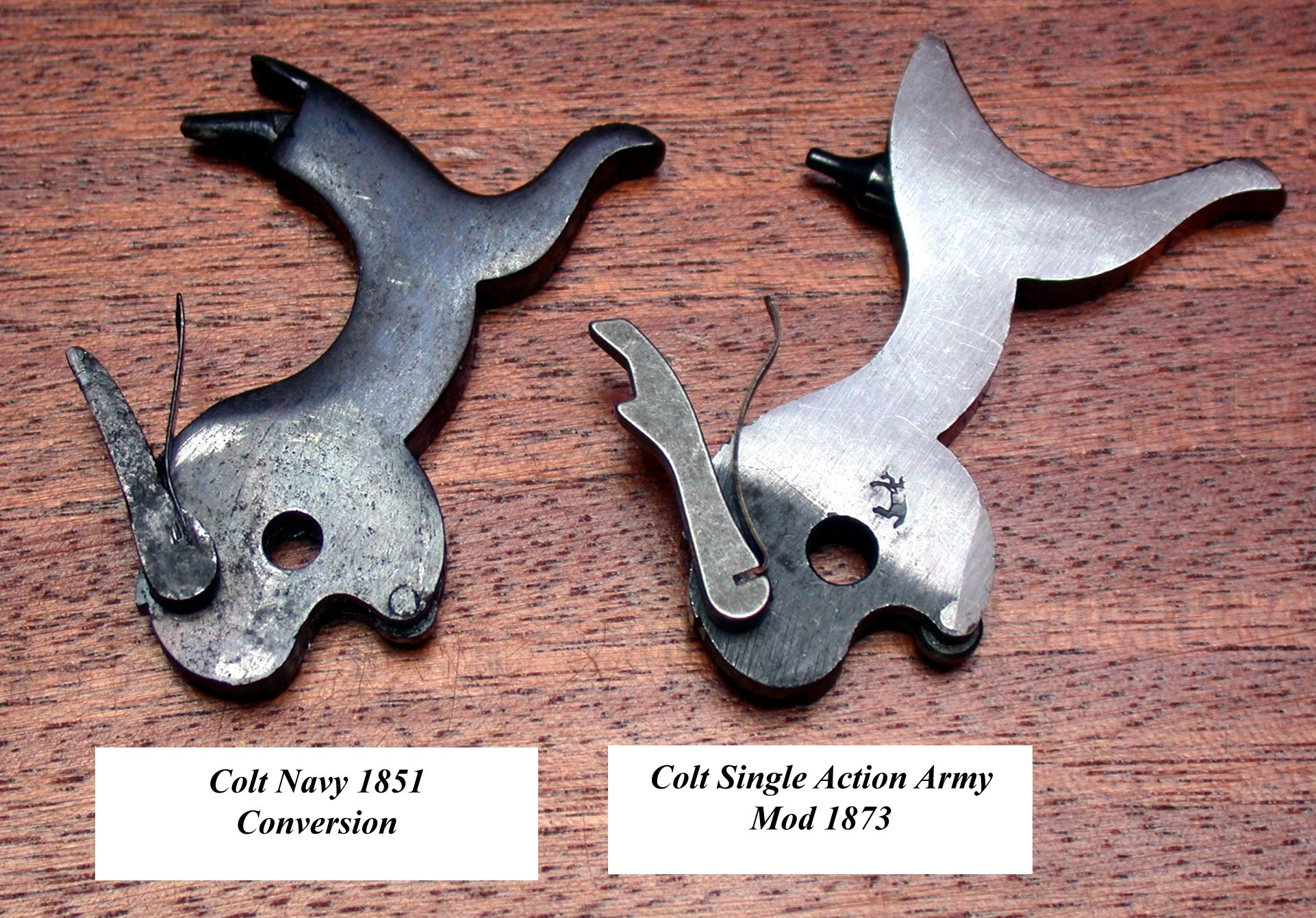
Gallet de revòlver

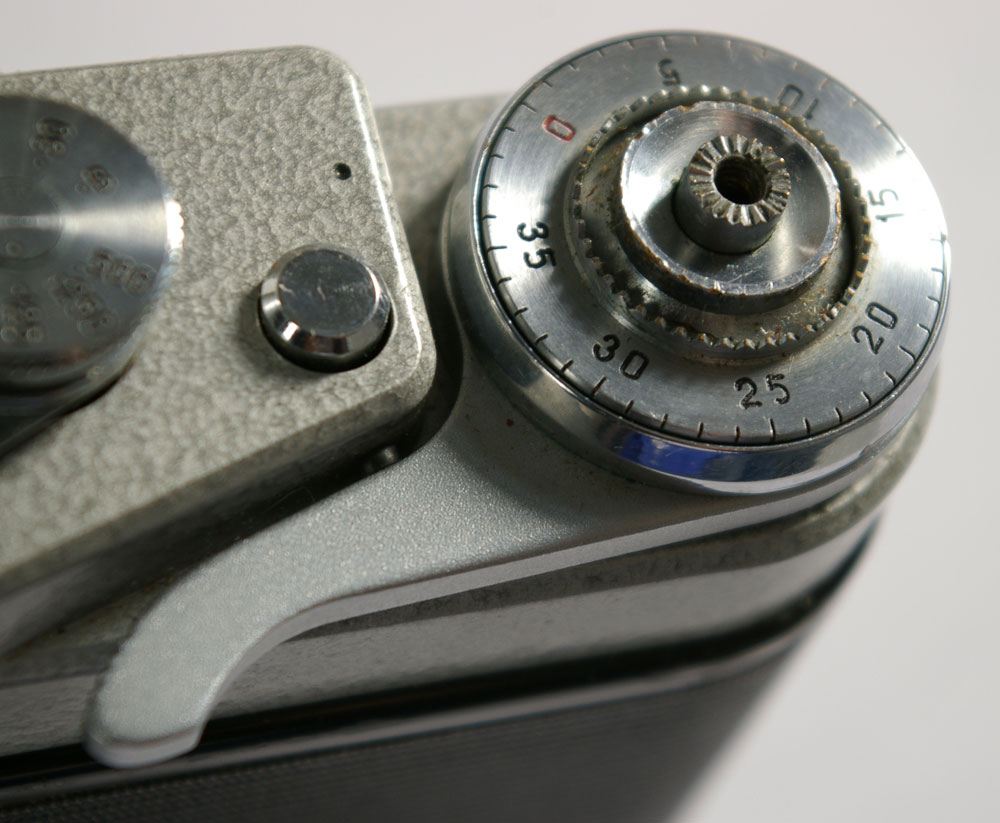
Palanca d'armat en una càmera analògica

El gallet o martell, (també conegut com a rastell) és un mecanisme activat pel disparador en les modernes armes de foc Està dissenyat per a perforar el pistó de la càpsula i produir la detonació. El detonant colpeja com un martell, que després de baixar des de la posició de "repòs-armat" gira sota l'acció de la molla principal i colpeja el pistó del cartutx (ja sigui directament o a través d'un percussor).

## Etimologia
Probablement el nom vingui de la similitud amb un gall; peces anteriors d'aspecte similar, com el martell del pany català ja havien rebut noms de formació similar com cavallet o serpentí, que s'emprava únicament en les armes de foc
El nom original en llengua polonesa en la que la paraula kurek ("gall" > "gallet") és una còpia de l'alemany Hahn ("gall" > "gallet").
En aquestes llengües (com en català) en parlar del disparador, s'ha anomenat erròniament "gallet", ja que prement sobre aquest, el mecanisme del gallet entra en acció (es diu per exemple, "prèmer el gallet").

## Tipus
El paper del gallet varia una mica en cada tipus d'arma, especialment en els sistemes d'armes antigues,
- En les armes amb pany de metxa el gallet té forma de serpentí aguantant el ble ardent i, girant sobre l'eix, es fa arribar fins a la cassoleta amb la pólvora
- En les armes amb pany de roda i pany de sílex el gallet, subjecta el sílex i en desparar-lo el fa picar contra el rastell fent saltar espurnes.
- En les pistoles cal distingir entre la posició del gallet "armat" i "desarmat" ("parat" i "des-parat"). En la posició "armat" el gallet és a la part posterior de la caixa on normalment s'hi ha portat armant-lo amb el dit i que passa a la posició de "desarmat" en el moment en què es des-para
- Alguns models d'armes, per exemple, el fusell model 1891-1930, porten l'anomenat percussor de piu en la part posterior amb un sortint per a poder-lo armar amb el dit.

## Curiositat
De vegades s'anomena també d'una forma similar (en anglès cocking) a l'acció d'armar un mecanisme mitjançant una palanca, per exemple: la palanca d'armat de l'obturador d'una càmera analògica, s'anomena "cocking lever".